# Бжеще
Бже́ще (пол. Brzeszcze) — місто в південній Польщі, на річці Вісла.
Належить до Освенцимського повіту Малопольського воєводства.

## Демографія
Демографічна структура станом на 31 березня 2011 року:
|          | Загалом | Допрацездатний вік | Працездатний вік | Постпрацездатний вік |
| -------- | ------- | ------------------ | ---------------- | -------------------- |
| Чоловіки | 5663    | 979                | 3949             | 735                  |
| Жінки    | 6135    | 998                | 3557             | 1580                 |
| Разом    | 11798   | 1977               | 7506             | 2315                 |